# アントニオ・タブッキ
アントニオ・タブッキ（Antonio Tabucchi, 1943年9月23日 - 2012年3月25日）は、イタリアの作家。また学者として、シエナ大学でポルトガル語および文学の教鞭を取り続けていた。
ポルトガルをこよなく愛し、とくに、サウダーデ、虚構、異名の概念を叙述する作家フェルナンド・ペソアに関しては、評論や作品の翻訳を行っている。タブッキが最初にペソアの作品に接したのは、1960年代、フランスのソルボンヌに通っていた時だった。彼はペソアに魅了され、イタリアに戻ると、詩をより良く理解するためにポルトガル語を習いだした。
ペソアの小説やエッセイは、既に日本を含む18カ国で翻訳されていたが、タブッキは妻マリア・ジョゼ・デ・ランカストレと共同でイタリア語に翻訳、またペソアについてのエッセイやコメディを執筆した。
さらに小説では、『インド夜想曲』でフランスのメディシス賞外国小説部門を、『供述によるとペレイラは…』ではカンピエッロ賞とアリステイオン賞を受賞している。

## 前半生
アントニオ・タブッキはピサで生まれ、近郊の村ヴェッキアーノの母方の祖父母の家で育った。
大学時代、母方の叔父の図書館で出会った本の著者の足跡を訪ねて、ヨーロッパ中を旅して回った。パリを訪問中、リヨン駅の近くの書籍売り場で「アルバロ・デ・カンポス」という作家の『煙草屋』という詩集を見付けた（フランス語訳はPierre Hourcade）。カンボスは、ポルトガルの詩人フェルナンド・ペソアの異名の一つであった。この本との出逢いが、以後20年におよぶ彼の未来を決定づけた。
リスボン訪問により、ファドの町、ひいてはポルトガルという国への愛着が募った。その結果として、1969年、彼は卒業論文のテーマに、「ポルトガルのシュルレアリスム」を選んだ。1970年代になると、彼はイタリア国立ピサ高等師範学校でポルトガル語およびポルトガル文学を専攻し、1973年にはボローニャでその教師となった。
その年、彼は最初の小説『Piazza d'Italia』（出版は1975年、ボンピアーニ社）を発表した。これは、フェデリコ・デ・ロベルト、ジュセッペ・トマージ・ディ・ランペドゥーサ、ベッペ・フェノグリオ、最近ではヴィンチェンツォ・コンソーロといった作家が題材とした、トスカナのアナーキストの事件を、敗者の視点から叙述した意欲作だった。

## 他の作品
1978年、彼はジェノヴァ大学に迎えられた。この年、『Il piccolo naviglio』（モンダドリ社）を発表。さらに、『逆さまゲーム』（1981年、イル・サジアトーレ）、『島とクジラと女をめぐる断片』（1983年、セッレリオ社）、そして1984年には、彼の代表作である『インド夜想曲』を発表。アラン・コルノー監督によって映画化（『インド夜想曲』。1989年）されたこの小説の主人公は、インドで失踪した友人を捜しながら、実は自分自身のアイデンティティを探していた、というもの。『Piccoli equivoci senza importanza』（1985年、フェルトリネッリ社）を挟んで発表された『遠い水平線』（1986年）でも、死体の身元を突き止めようとした主人公のスピーノも、自分自身のアイデンティティも探すはめになる。タブッキ作品の主人公たちに共通の目的である。主人公たちがその目的を果たしたかどうかはわからないが、他者の目から見た鏡像と直面したのは確かなようだ。ちなみに、この小説も1993年にポルトガル人監督のフェルナンド・ロペスによって映画化された。
1987年、『ベアト・アンジェリコの翼あるもの』（セッレリオ社）と『Pessoana Minima』（リスボン・Imprensa Nacional社）を出版。フランスのメディシス賞外国小説賞を受賞したのも、この年のことである。翌年、彼はコメディ『I dialoghi mancati』（フェルトリネッリ社）を発表。1989年、ポルトガル大統領から「エンリケ航海王子賞」を、フランス政府からは「文化と芸術賞」を授与された。
『Un baule pieno di gente. Scritti su Fernando Pessoa』（1990年、フェルトリネッリ社）、『黒い天使』（1991年、フェルトリネッリ社）、そして1992年には、ポルトガル語で『レクイエム』を執筆。後にイタリア語に翻訳し、フェルトリネッリ社から出版、イタリアペンクラブ賞を受賞した。同年、『夢のなかの夢』（セッレリオ社）も発表。
1994年は、タブッキにとって重要な年になる。『フェルナンド・ペソア最後の三日間』（セッレリオ社）が発表された年であり、それ以上に、彼の評価を決定的なものにした、スーパー・カンピエッロ賞、スカンノ賞、ヨーロッパ文学のためのジャン・モネ賞受賞作『供述によるとペレイラは…』（フェルトリネッリ社）が発表された年であるからだ。この小説の主人公は、情報・政敵・すべての反＝民主主義体制から自由を擁護する象徴である。折しもイタリアでは、選挙期間中で、マスコミ王 シルヴィオ・ベルルスコーニに対する批判がこの本をめぐって沸き起こった。ロベルト・ファエンツァ監督による同名の映画化作品（1995年）では、マルチェロ・マストロヤンニがペレイラを、ダニエル・オートゥイユがカルドーゾ医師を演じた。
1997年には、実際に起きた、公園で見つかった首なし死体事件に基づく『ダマセーノ・モンテイロの失われた首』を発表。男はポルトガル共和国警備隊（GNR）の署内で殺害されていたのだった。このニュースがタブッキの感性と想像力を刺激した。この事件の起きたポルト）は彼の愛する都市で、その愛を示す機会にもなった。この小説を執筆するにあたって、タブッキはストラスブールの欧州評議会で、市民と警察の関係を含めた、ヨーロッパにおける市民権と拘置の状況について、資料をしらみつぶしに調べた。後に警察巡査部長のジョゼ・ドス・サントスが殺人の罪で逮捕され、禁固17年の刑を受け、この小説が予言的であったと判明した。
さらにこの年、タブッキは『Marconi, se ben mi ricordo』（エリ社）も書いた。翌年の1998年には、『L'Automobile, la Nostalgie et l'Infini』（Seuil、Parigi）を出し、Leibniz Academyからノサック賞を授けられた。
1999年、『Gli Zingari e il Rinascimento』（Sipiel）と『Ena poukamiso gemato likedes（Una camicia piena di macchie. Conversazioni di A.T. con Anteos Chrysostomidis）』（Agra、Atene）を発表。「疑いは、洗濯された白いシャツについた染みのようなもの。すべての作家、文学に携わるすべての人間の仕事は、完全なるものに疑いを染みこませることである。なぜなら、完全なものはイデオロギー、独裁、全体主義の概念をもたらす。民主主義とは完全な状態ではないのである」。
2001年、タブッキは書簡体小説『Si sta facendo sempre più tardi』を発表した。その中にある17通の手紙は、たとえば「messages in the bottle」のような、言葉の勝利を祝う内容で、「未知の局留め」で著者に宛てられたものとなっている。この本で、フランス文化放送から2002年フランス文化賞を受賞。
タブッキは、定期的にコリエーレ・デラ・セラ紙やエル・パイス紙の文化欄に寄稿していて、2004年には、報道分野での彼の仕事の確かさと、表現の自由への率直な擁護を認められ、Association of European Journalists（AEJ）から、Francisco Cerecedo賞に選出され、スペインのフェリペ皇太子の手で授与された。
2007年には、ベルギーのリエージュ大学から名誉博士号を受けた。
彼は1年の半分を、妻の生まれ故郷であるリスボンで、残りは、彼がポルトガル文学の教授を務めるシエナ大学のあるトスカーナ州で過ごしていた。2012年3月25日、病気のためリスボンで亡くなった。68歳没。タブッキは「大学教授」と呼ばれることを嬉しく思っていて、作家であることは存在論的感覚の中だけだと考えていた。タブッキにとって、文学とは職業ではないのである。「ではあるが、欲望、夢、想像力を含む何か」（Antonio Tabucchi, un dubitatore impegnato. Intervista di Asbel Lopez）。

## 日本語訳
- 『インド夜想曲』（須賀敦子訳、白水社、1991年）白水Uブックス、1993年
- 『遠い水平線』（須賀敦子訳、白水社、1991年）白水Uブックス、1996年
- 『逆さまゲーム』（須賀敦子訳、白水社、1995年）白水Uブックス、1998年
- 『島とクジラと女をめぐる断片』（須賀敦子訳、青土社、1995年）
- 『レクイエム』（鈴木昭裕訳、白水社、1996年）白水Uブックス、1999年
- 『供述によるとペレイラは…』（須賀敦子訳、白水社、1996年）白水Uブックス、2000年
- 『ベアト・アンジェリコの翼あるもの』（古賀弘人訳、青土社、1996年）
- 『フェルナンド・ペソア最後の三日間』（和田忠彦訳、青土社、1997年）
- 『黒い天使』（堤康徳訳、青土社、1998年）
- 『ダマセーノ・モンテイロの失われた首』（草皆伸子訳、白水社、1999年）
- 『イタリア広場』（村松真理子訳、白水社、2009年）
- 『他人まかせの自伝　あとづけの詩学』（和田忠彦・花本知子訳、岩波書店、2011年）
- 『時は老いをいそぐ』（和田忠彦訳、河出書房新社、2012年）
- 『夢のなかの夢』（和田忠彦訳、岩波文庫、2013年）
- 『いつも手遅れ』（和田忠彦訳、河出書房新社、2013年）
- 『イザベルに　 ある曼荼羅』（和田忠彦訳、河出書房新社、2015年）
- 『とるにたらないちいさないきちがい』（和田忠彦訳、河出書房新社、2017年）

## 作品
- イタリア広場 Piazza d'Italia（1975年）
- Il piccolo naviglio（1978年）
- 逆さまゲーム l gioco del rovescio e altri racconti（1981年、短篇集）
- 島とクジラと女をめぐる断片 Donna di Porto Pim（1983年）
- インド夜想曲 Notturno indiano（1984年）
- Piccoli equivoci senza importanza（1985年）
- 遠い水平線 Il filo dell'orizzonte（1986年、短篇集）
- ベアト・アンジェリコの翼あるもの I volatili del Beato Angelico（1987年）
- Pessoana Minima（1987年）
- I dialoghi mancati（1988年）
- Un baule pieno di gente. Scritti su Fernando Pessoa（1990年、エッセイ）
- 黒い天使 L'angelo nero（1991年、短篇集）
- レクイエム Requiem（1992年）
- 夢のなかの夢 Sogni di sogni（1992年）
- フェルナンド・ペソア最後の三日間 Gli ultimi tre giorni di Fernando Pessoa（1994年）
- 供述によるとペレイラは… Sostiene Pereira. Una testimonianza（1994年）
- Dove va il romanzo（1995年、エッセイ）
- Carlos Gumpert, Conversaciones con Antonio Tabucchi（1995年）
- ダマセーノ・モンテイロの失われた首 La testa perduta di Damasceno Monteiro（1997年）
- Marconi, se ben mi ricordo（1997年）
- L'Automobile, la Nostalgie et l'Infini（1998年）
- La gastrite di Platone（1998年）
- Gli Zingari e il Rinascimento（1999年）
- Ena poukamiso gemato likedes（Una camicia piena di macchie. Conversazioni di A.T. con Anteos Chrysostomidis）（1999年）
- Si sta facendo sempre più tardi. Romanzo in forma di lettere（2001年）
- 他人まかせの自伝――あとづけの詩学 Autobiografie altrui. Poetiche a posteriori（2003年、エッセイ）
- Tristano muore. Una vita（2004年）
- Racconti (2005年)
- L'oca al passo (2006年)
- 時は老いをいそぐ Il tempo invecchia in fretta (2009年、短篇集)
- Viaggi e altri viaggi (2010年)
- Racconti con figure (2011年)
- Girare per le strade (2012年)

## 関連書
- 『ユリイカ1998年1月号　特集＝アントニオ・タブッキ』
- 『ユリイカ2012年6月号 特集＝アントニオ・タブッキ』
- 花本知子『アントニオ・タブッキ 反復の詩学』（春風社、2013年）
- 和田忠彦『タブッキをめぐる九つの断章』（共和国、2016年）